# Danny Gilmore
Pour les articles homonymes, voir Gilmore.
Danny Gilmore, né le 23 décembre 1973 à Montréal, est un acteur québécois. Il a notamment joué le rôle de Nino dans la série télévisée Minuit, le soir, 2e saison.

## Biographie
Danny Gilmore fait son apparition au cinéma dans Les Feluettes (Lilies) en 1996. Depuis, il joue au cinéma, à la télévision et au théâtre.
Il a été en couple avec Hélène Florent qui est la mère de son fils Joseph qui est né en octobre 2015.
Il est aussi père d'un garçon prénommé Jacob, issu d'une précédente relation.

## Filmographie
- 1996 : Les Feluettes (Lilies) : Vallier
- 1997 : Ces enfants d'ailleurs (série télévisée) : Jan Pawlowski
- 1998 : Winter Lily : Clive
- 1998 : The Girl Next Door (série télévisée) : Kyle Meechum
- 1999 : Le Dernier Souffle : policier
- 1999 : Rue l'Espérance (série télévisée) : Sébastien Michaud
- 2001 : Crème glacée, chocolat et autres consolations : Samuel
- 2001 : Destin (en) (Dice) (série télévisée) : Nick
- 2002 : Summer (série télévisée) : Shane Murphy
- 2002 : Bliss (série télévisée) : Daniel
- 2002 : Les Fils de Marie : Alex
- 2002-2005 : Watatatow (série télévisée) : Sébastien Bernier-Fontaine (2002-2005)
- 2003 : Saved by the Belles : Sean
- 2003 : Gaz Bar Blues : Guy
- 2004 : Bonzaïon
- 2004 : Temps dur (série télévisée) : Pic Lavoie
- 2005 : Minuit, le soir : Nino
- 2005 : Cover Girl : Benoît
- 2006 : Marie-Antoinette (série télévisée)
- 2006 : Histoire de famille : Claudio
- 2006 : Le Secret de ma mère : Bertrand
- 2006 : The Point : Harold
- 2007 : L'Âge des ténèbres : écuyer du prince noir
- 2007 : Début : J-F
- 2009 : Le Gentleman (série télévisée) : Bastien McInnis
- 2011 : Toute la vérité (série télévisée) : Alexis Paquet
- 2012-2015 : 19-2 : (série télévisée) : Sébastien Francoeur
- 2012-2019 : Unité 9 : (série télévisée) : Bertrand Pariseau
- 2015 : Salmigondis (série télévisée) : Djingo, un cowboy
- 2015 : Les jeunes loups (série télévisée) : Philippe St-Pierre
- 2016 : Séquelles : sergent Todd Dawson (Poste de Brome-Perkins)
- 2019 : Marika : M. Griffin
- 2020-en cours : Alertes (série télévisée) : Guillaume Pelletier
- 2021 : Maria Chapdelaine : Monsieur le Curé
- 2024 : FEM (série télévisée) : Patrice

## Distinctions

### Nominations
Meilleur acteur, prix génies 1996 (Les Feluettes)